# シリンダリ
シリンダリ（モンゴル語: Širindari、生没年不詳）は、コンギラト部出身の女性で、モンゴル帝国第6代皇帝テムルの皇后（ハトゥン）。
『元史』などの漢文史料では失憐答里（shīliándālǐ）、あるいは実憐答里（shíliándālǐ）と記される。

## 概要

### 出自
『元史』巻114列伝1后妃伝によると、コンギラト部族長でモンゴル帝国の創始者チンギス・カンに仕えたデイ・セチェンの曾孫、オロチンの娘として生まれたという。デイ・セチェン家はチンギス・カンの正妃ボルテを輩出して以来、チンギス・カン家の姻族として繁栄してきた一族であり、シリンダリの父オロチンもクビライの娘ナンギャジンを娶った有力者であった。テムルがシリンダリを娶ったのも、姻族として有力なデイ・セチェン家と姻戚関係を結ぶことで帝位継承争いで優位に立つという目的があったものと見られる。
至大3年（1310年）、貞慈静懿皇后として追諡されている。

### ブルガンとの関係
『元史』巻114列伝1后妃伝には「[シリンダリは]大徳3年（1299年）10月に皇后とされ、皇子デイシュを生んだが早くに亡くなった」と記されるが、この記述は甚だ疑わしいものである。
まず、シリンダリが皇后とされた時期であるが、『元史』巻106表1后妃表には「失憐答里元妃弘吉剌氏、早薨。至大元年追尊諡曰貞慈静懿皇后、配享成廟」とあり、また巻74祭祀3には「[大徳]十一年、武宗即位……追尊先元妃為皇后、祔成宗室」と記され、どちらもクルク・カアン(武宗カイシャン)の即位直後に「元妃」シリンダリが追尊されて「皇后」になったと記され、シリンダリが大徳3年に皇后になったとする『元史』巻114列伝1后妃伝と食い違う。
また、皇太子デイシュの母親については、『山居新話』や『輟耕録』といった漢文史料、また『集史』や『ワッサーフ史』といったペルシア語史料全てがバヤウト部出身のブルガンがデイシュの母であったと記し、シリンダリが皇太子の母であったと記すのは『元史』巻114列伝1后妃伝のみである。
以上の点を踏まえ、史実としてはブルガンこそが皇太子デイシュの母親であり、大徳3年に皇后とされたのもブルガンのことであると考えられている。このような改竄が行われたのは、テムルの死後帝位についた武宗カイシャン、仁宗アユルバルワダの母で、シリンダリと同じコンギラト出身のダギの存在が関係していると考えられる。

## コンギラト部デイ・セチェン家
- デイ・セチェン
  - アルチ・キュレゲン（Alči Küregen ＞阿勒赤古咧堅/ālèchì gŭliējiān,الجی كوركان/Āljī kūrkān）
    - チグゥ・キュレゲン（Čiγu Küregen ＞赤古古咧堅/chìgŭ gŭlièjiān,جیکو كوركان/Jīkū kūrkān）
    - オキ・フジン・カトン（Öki füǰin qatun ＞اوکی فوجین خاتون/Ūkī fūjīn khātūn）
    - 昭睿順聖皇后チャブイ・カトン（Čabui qatun ＞察必/chábì,جابون خاتون/Jābūn khātūn）
    - 万戸オチン・キュレゲン（Očin Küregen ＞斡陳/wòchén）
    - ナチン・キュレゲン（Način Küregen ＞納陳/nàchén,ناچین كوركان/Nāchīn kūrkān）
      - 万戸オロチン・キュレゲン（Oločin Küregen ＞斡羅陳/wòluóchén）
        - 貞慈静懿皇后シリンダリ・カトン（Širindari qatun ＞失憐答里/shīliándālǐ）

      - 叛臣ジルワダイ（J̌ilwadai ＞只児瓦台/zhǐérwǎtái）
      - 万戸テムル・キュレゲン（Temür Küregen ＞帖木児/tièmùér）
        - 万戸ディウバラ・キュレゲン（Diwubala Küregen ＞雕阿不剌/diāoābùlà）
          - アリギヤシリ・キュレゲン（Ariγiyaširi Küregen ＞阿里嘉室利/ālǐjiāshìlì）
          - ブダシリ・カトン（Budaširi qatun ＞不答失里/bùdāshīlǐ）

        - 万戸センゲ＝ブラ・キュレゲン（Sengge bura Küregen ＞桑哥不剌/sānggē bùlà）

      - 万戸マンジタイ・キュレゲン（Manǰitai Küregen ＞蛮子台/mánzǐtái）
      - ナムブイ・カトン（Nambui qatun ＞南必/nánbì,نمبوى خاتون/Namubūī khātūn）